# Nistor Văidean
Nistor Văidean (Fogaras, 1961. október 1. –) román válogatott labdarúgó. A Román Labdarúgó-szövetség tagja.

## Pályafutása

### Klubcsapatokban
Pályafutását a FC Brașov csapatában kezdte (1982–1985). 1985-ben a Dinamo Bucureștihez igazolt, ahol 1987-ig játszott. Két évig a Flacăra Morenit erősítette, majd 1989-ben ismét az FC Brașovhoz került kölcsönbe. 1990-ben Magyarországon a Győri ETO-hoz igazolt. Játékos karrierjét a Brassónál fejezte be 1993-ban.
4 mérkőzést játszott az UEFA-kupában.

### A válogatottban
1986-ban két Irak elleni barátságos mérkőzésen szerepelt a román válogatottban.

### Edzőként
A Nitramonia Făgăraşt irányította 1997 és 1998 között.

## Sikerei, díjai
FCM Brașov
- Liga II: 1983–84[1]

 FC Dinamo București
- Román labdarúgókupa győztes: 1985–86[1][4]

## Statisztika

### Mérkőzései a román válogatottban
| Románia | Románia           | Románia                  | Románia | Románia  | Románia  | Románia    | Románia | Románia |
| #       | Dátum             | Helyszín                 | Hazai   | Eredmény | Vendég   | Kiírás     | Gólok   | Esemény |
| ------- | ----------------- | ------------------------ | ------- | -------- | -------- | ---------- | ------- | ------- |
| 1.      | 1986. március 14. | Bagdad, Al-Shaab Stadion | Irak    | 1 – 1    | Románia  | barátságos | -       | 46'     |
| 2.      | 1986. március 17. | Bagdad, Al-Shaab Stadion | Irak    | 0 – 0    | Románia  | barátságos | -       | 46'     |
|         | Összesen          |                          |         | 2        | mérkőzés |            | 0       | gól     |

## Fordítás
- Ez a szócikk részben vagy egészben  a   Nistor Văidean című angol Wikipédia-szócikk fordításán alapul.  Az eredeti cikk szerkesztőit annak laptörténete sorolja fel. Ez a jelzés csupán a megfogalmazás eredetét és a szerzői jogokat jelzi, nem szolgál a cikkben szereplő információk forrásmegjelöléseként.